# Brachytria picta
Brachytria picta är en skalbaggsart som beskrevs av Waterhouse 1877. Brachytria picta ingår i släktet Brachytria och familjen långhorningar. Inga underarter finns listade.